# De utsatta
De utsatta är en roman av Birgitta Trotzig, första gången utgiven 1957 på Bonniers förlag. Boken finns översatt till franska och tyska.

## Handling
Boken utspelar sig på 1600-talet och berättar legenden om Isak Graa, en fattig lantpräst från Skåne som utsätts för en rad förnedrande handlingar. Ingen kommer honom till undsättning, varken Gud eller människorna i hans närhet. Genom förnedringen tycker sig dock Isak komma närmare Gud.

## Om romanen
De utsatta kom att bli Trotzigs genombrottsverk och placerade henne i en grupp 1950-talsförfattare med dragning åt det religiösa. Det existentiella och kristna grundtemat återkommer genom hela hennes författarskap.
Romanen är av titlarna i boken Tusen svenska klassiker (2009).

## Utgåvor
- De utsatta: en legend. Stockholm: Bonnier. 1957. Libris 924698
- (på franska) Le destitué. Du monde entier. Paris: Gallimard. 1963. Libris 1701958
- De utsatta: en legend. Delfinböckerna, 0416-900X ; 155 ([Ny utg.]). Stockholm: Aldus/Bonnier. 1965. Libris 919099
- (på tyska) Die Ausgesetzten: eine Legende. Hamburg: Rowohlt. 1967. Libris 1701948
- De utsatta en legend. Enskede: TPB. 2006. Libris 12580103
- (på franska) Le destitué: roman. Motifs ; 305. Monaco: Le Rocher. 2008. Libris 10797791. ISBN 978-2-268-06452-9